# Kalisampurno
Kalisampurno is een bestuurslaag in het regentschap Sidoarjo van de provincie Oost-Java, Indonesië. Kalisampurno telt 8806 inwoners (volkstelling 2010).